# Sommertheater Winterthur

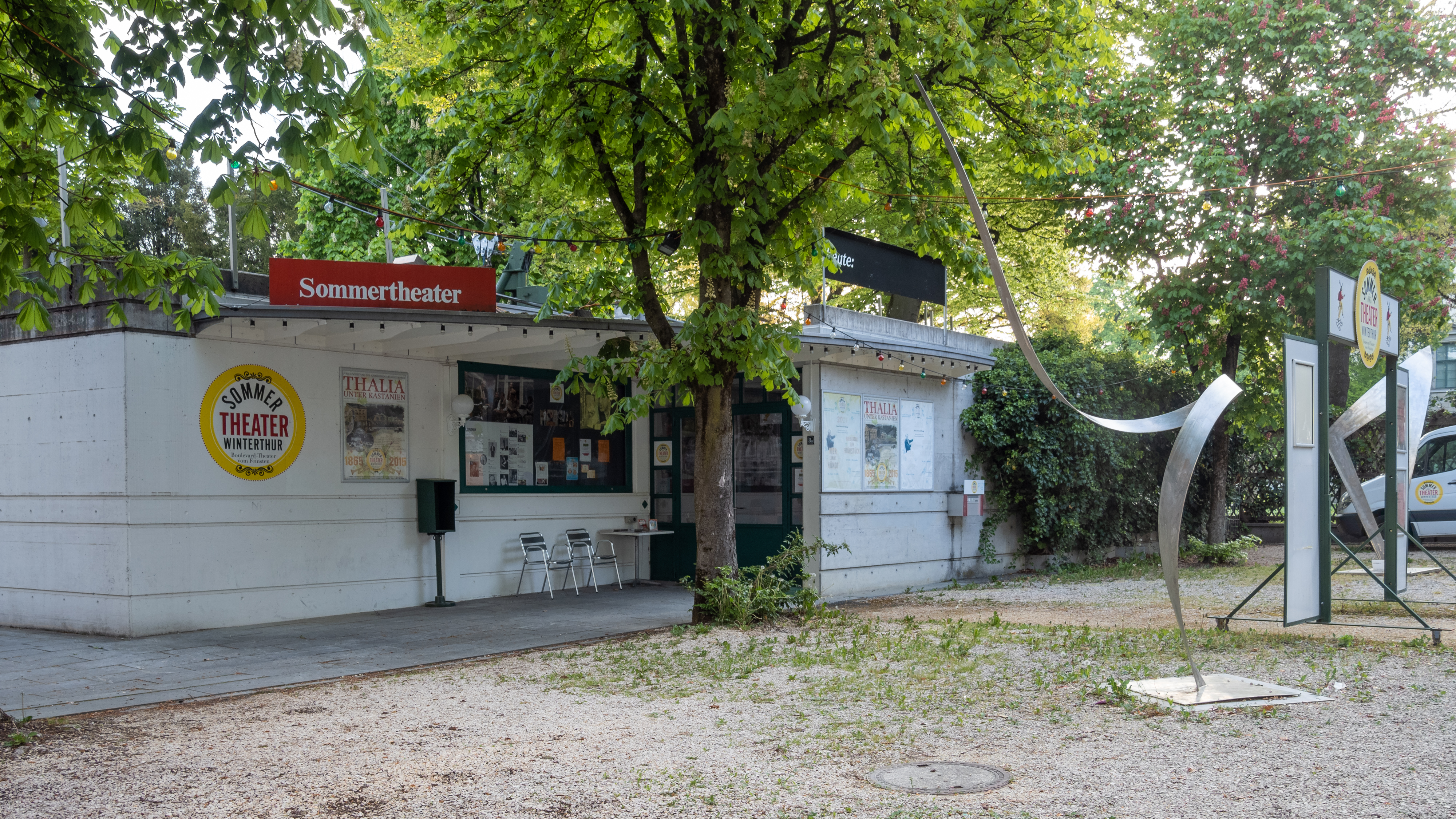
Eingangsgebäude des Sommertheaters Winterthur

Das Sommertheater Winterthur war ein Freilichttheater in Winterthur. Es bestand von 1865 bis 2022 und war damit bis zu seiner Schliessung das älteste Theater der Stadt. Spielzeit war jeweils von Juni bis September.

## Geschichte
Seit 1865 wurde in der Nähe der Stadthausstrasse Freilichttheater gespielt, auch wenn zuerst nicht im Garten des Restaurants Strauss, sondern auf dem Platz vor dem Casino. Zur Gründungszeit waren es vor allem Wandertheater-Gruppen wie jene von Theodor Kolbe, die dort spielten. Zuletzt verfügte das Sommertheater über ein festes Ensemble. 1881 verlegte Carl Heuberger das Theater in den Garten des Restaurants Strauss und führte während dreier Saisons unter dem Namen «Heubergers Volkstheater» dort Stücke auf. Auf ihn folgte eine Spielsaison unter einem Direktor Schrutz.
1890 übernahm Wilhelm Möller die Bühne und läutete damit die ununterbrochene Geschichte des Sommertheaters als Institution ein, in der jeden Sommer gespielt wurde. Nach drei Jahren wurde Eugen Otto Schmitt neuer Theaterleiter, er führte vor allem Lustspiele im Garten des Restaurant Strauss auf. Nach seinem Tod übernahm Theo Schmidt-Porten für fünf Saisons und Gisa Krasensky während eines Sommers.

Eine Theateraufführung im August 1973

Ab 1935 begann die Ära von Markus Breitner als Direktor des Theaters, er holte viele damals noch junge Theaterleute wie Voli Geiler, Walter Morath, Elsie Attenhofer oder Stephanie Glaser ans Sommertheater, die später schweizweit bekannt wurden. 1952 wurde dem Theater von der Stadt eine jährliche Defizitgarantie in der Höhe von 4'000 Franken zugesprochen, ab 1964 wurde es auch subventioniert. 1973 musste die Bühne nach einem Brand neu aufgebaut werden. Der Kanton Zürich unterstützte das Theater ab 1974.
1982 übernahm Hans Heinrich Rüegg die Theaterleitung von Breitner, auch er war wie Rüegg zuvor bereits am Theater tätig gewesen. Er führte jeden Sommer rund sechs bis sieben Stücke, vorwiegend in der Stilrichtung des gehobenen Boulevards auf. 1989 bis 1991 wurde der ganze Gebäudekomplex rund um das Restaurant Strauss renoviert und umgebaut. Ab 2002 konnte der Zuschauerbereich überdacht werden.
2022 wurde das Theater durch Rüegg aus Altersgründen geschlossen, nachdem der potenzielle Nachfolger unvermittelt abgesprungen war.

### Leiter des Theaters
- 1881–1884: Carl Heuberger
- 1885–1885: Schrutz
- 1885–1890: kein Spielbetrieb
- 1890–1893: Wilhelm Möller
- 1893–1928: Eugen Otto Schmitt
- 1928–1933: Theo Schmidt-Porten
- 1934–1934: Gisa Krasensky
- 1935–1981: Markus Breitner
- 1982–2022: Hans Heinrich Rüegg

Für ihr Engagement beim Sommertheater wurde Markus Breitner (1965) sowie Hans Heinrich Rüegg (1995) der Kulturpreis der Stadt Winterthur verliehen.

## Infrastruktur
Im Garten des Restaurants Strauss besteht eine permanente Freilichtbühne, die 7 Meter breit, 6 Meter tief und 3,5 Meter hoch ist. Die Kapazität beträgt rund 350 Zuschauer. Während den Aufführungen wurde die Stadthausstrasse jeweils für den Autoverkehr gesperrt. Im Schlechtwetterfall gäbe es im Innern des Restaurants eine Ausweichbühne mit einer Platzkapazität für rund 200 Zuschauer.